# Jackie Jackson
Sigmund Esco ("Jackie") Jackson (Gary, Indiana, 4 mei 1951) is een Amerikaanse zanger en muzikant, die vooral beroemd werd als lid van The Jackson 5.

## Biografie
Jackie Jackson is het tweede kind van Joseph Jackson en Katherine Jackson en een broer van onder anderen Michael en Janet Jackson. Hij werd in 1951 geboren op zijn moeders 21ste verjaardag.
Tijdens zijn jeugdjaren streefde Jackson naar een carrière in het professionele honkbal, maar liet deze droom varen om zich te concentreren op zijn muzikale talent. Samen met zijn twee jongere broers Tito en Jermaine vormde hij in 1964 The Jackson Brothers. Niet lang daarna breidde het trio uit met Michael en Marlon en ontstond The Jackson 5.
Jackies rol in The Jackson 5 was de hoge tenor. Zijn stem kan duidelijk gehoord worden aan het einde van het nummer I Want You Back, waar hij de regels "Forget what happened then" en "Spare me of this cause" zingt. Gedurende live-optredens stond hij naast Michael en Marlon en verzorgde hij de achtergrondzang. Af en toe speelde hij op de tamboerijn. Vanaf midden jaren zeventig, toen de groepsnaam veranderd was in The Jacksons, begon Jackie vaker mee te schrijven aan muziek en tekst.
In 1973 bracht Jackson zijn eerste soloalbum uit, simpelweg getiteld Jackie Jackson. Dit leverde echter niet het gehoopte succes op en het zou tot 1989 duren voordat hij met een opvolger kwam: Be the One. Van dat album verschenen twee singles die bescheiden hits werden in de Hot R&B/Hip-Hop Songs.

### Persoonlijk
Jackson is drie keer getrouwd geweest. Sinds 2012 is hij getrouwd met Emily Besselink, met wie hij in 2013 een tweeling kreeg. Hij heeft eveneens twee kinderen uit zijn eerste huwelijk (geboren 1977 en 1982).

## Discografie

### Studioalbums
- Jackie Jackson (1973)
- Be the One (1989)

### Singles
- Thanks To You (1973)
- Cruzin' (1989)
- Stay (1989)
- We Know What's Going On (2010)
- That's How I Feel (2011, met Dealz en Jermaine Jackson)

- Biblioteca Nacional de España: XX1606926
- Bibliothèque nationale de France: cb14047278q (data)
- Gemeinsame Normdatei: 13465322X
- International Standard Name Identifier: 0000 0000 6309 3663
- Library of Congress Control Number: n91048528
- MusicBrainz: d06f65d2-26e0-4d40-95e5-22592917eb52
- Nationale Bibliotheek van Israël: 987009849072505171
- Virtual International Authority File: 27268576
- WorldCat: E39PBJjRTkPBDMRwJxrK6qk4bd